# Abell 39
Abell 39 es una nebulosa planetaria en la constelación de Hércules. Su nombre proviene del número de entrada (39) del catálogo de grandes nebulosas descubiertas por George Ogden Abell en 1966. Se encuentra a unos 7000 años luz de distancia de la Tierra.
Con un diámetro de unos 5 años luz, Abell 39 es una de las esferas más grandes de nuestra galaxia; el grosor de la envoltura esférica es de 0,33 años luz. Estudios de la nebulosa indican que Abell 39 contiene sólo la mitad de oxígeno que el existente en el Sol. La estrella central, de magnitud 15,7, está evolucionando hacia una enana blanca caliente. Su temperatura efectiva es de 150 000 K y tiene una masa aproximada de 0,6 masas solares. Actualmente se desconoce porqué se encuentra desplazada 0,1 años luz respecto al centro de la nebulosa.